# Fausto Pinto da Silva
Fausto Pinto da Silva, noto semplicemente come Faustinho (São Paulo, 30 agosto 1937), è un ex calciatore brasiliano, di ruolo centrocampista.

## Carriera
Proveniente dal Palmeiras, ha giocato in Italia con la maglia del Palermo tra Serie A e Serie B.
Dopo un buon avvio con una rete all'Inter nel pareggio per 1-1 del 7 ottobre 1962, perde il posto in squadra dopo la sconfitta per 5-0 contro il Genoa.
Tornato in Brasile, ha comprato alcune aree edificabili.